# Denis Cosnard
Denis Cosnard, né à Rennes en 1973, est un journaliste et écrivain français. 

## Biographie
Denis Cosnard est né à Rennes en 1973[réf. nécessaire], il suit des études de droit et de sciences politiques avant de devenir journaliste. Denis Cosnard commence sa carrière en tant que journaliste, au service Industrie au quotidien économique Les Échos en 2006[réf. nécessaire]. En 2012, il rejoint Le Monde, où il travaille dans le service politique et économiques. Il participe également à la rubrique Le Monde des Livres.
Denis Cosnard est obituarophile depuis l’adolescence.

## Œuvres littéraires
- 2010 : Dans la peau de Patrick Modiano ed. Fayard: une exploration approfondie de l'œuvre et de la vie de l'écrivain Patrick Modiano, récompensée par le Grand Prix de l'essai de la Société des gens de lettres en 2011[3].
- 2021 :Frede (2017) :ed Les Equateurs une biographie consacrée à Suzanne Baulé, dite Frede, figure emblématique des nuits parisiennes des Années folles et de l'après-guerre[4].
- 2021:  L'annonce de ma mort est très exagérée :ed.Le Cherche midi un recueil humoristique explorant l'art de mourir et de le faire savoir[5].
- 2022: Le Paris de Georges Perec - La ville mode d'emploi[6]., exploration de la capitale à travers le regard de Georges Perec